# Natalia Vitrenko
Natalia Mikhaïlivna Vitrenko (en ukrainien : Наталія Михайлівна Вітренко ; née le 28 décembre 1951 à Kiev) est une femme politique ukrainienne, fondatrice et présidente du Parti socialiste progressiste d'Ukraine (PSPU).

## Biographie
Natalia Vitrenko a une formation d'économiste et est diplômée de l'Institut d'économie de Kiev. Sous l'Union soviétique, elle s'engage dans le Parti communiste, avant de s'investir dans le Parti socialiste d'Ukraine à partir de l'indépendance de l'Ukraine.
En 1996, Natalia Vitrenko crée le Parti socialiste progressiste d'Ukraine (en ukrainien : Прогресивна соціалістична партія України), par dissidence envers le Parti socialiste d'Ukraine. Depuis lors, elle est restée la présidente du PSPU. Elle est farouchement opposée à l'influence jugée croissante des pays occidentaux et des organisations internationales sur l'Ukraine et est connue pour ses positions pro-russes,.
Elle se présente à l'élection présidentielle ukrainienne de 1999. Durant la campagne, le 2 octobre 1999, elle fait l'objet d'une attaque à la grenade lors d'un meeting à Kryvyï Rih, dans l'oblast de Dnipropetrovsk. Elle sera blessée, ainsi qu'une trentaine de personnes présentes, dont son bras droit le député Volodymyr Marchenko,,.

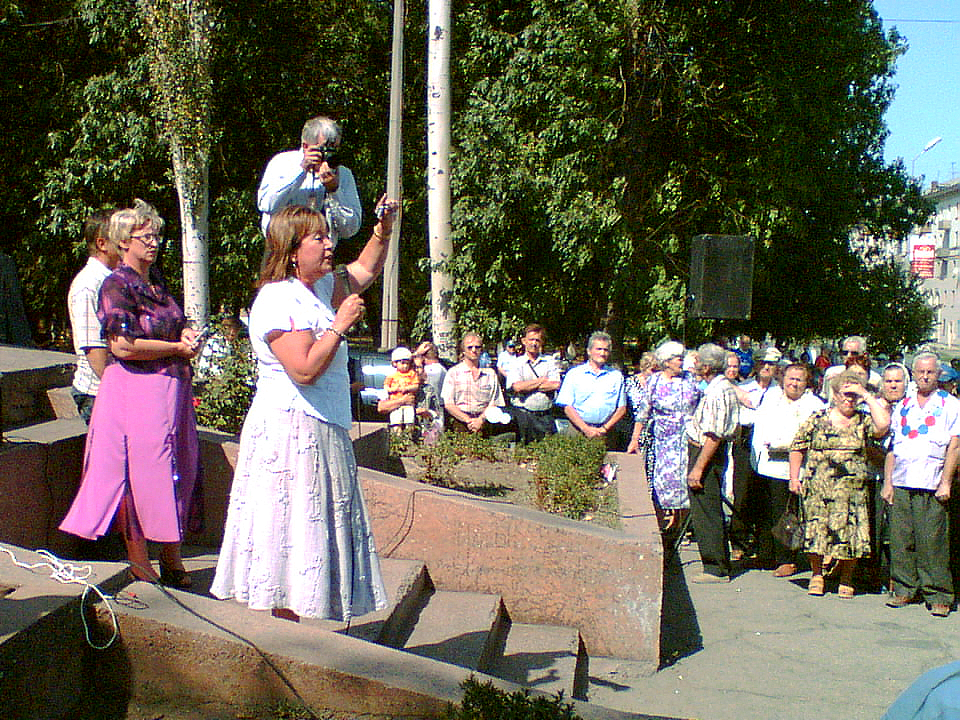
Meeting de N. Vitrenko à Alchevsk en 2008.

Elle prendra finalement la quatrième place des élections, avec 10,97 % des voix. 
Durant la campagne, certains commentateurs ont émis l'hypothèse que la candidature de Natalia Vitrenko était soutenue par le président sortant Leonid Koutchma afin de diviser la gauche, et de faciliter ainsi sa réélection.
Natalia Vitrenko est une nouvelle fois candidate, lors de l'élection présidentielle ukrainienne de 2004, mais elle ne recueille cette fois que 1,53 % des suffrages. Au second tour, elle appelle à voter pour Viktor Ianoukovytch. La même année, elle devient membre du conseil suprême du Mouvement international eurasiatique d'Alexandre Douguine.
En 2009, elle se porte une nouvelle fois candidate à l'élection présidentielle, mais sa candidature est finalement rejetée par la Commission centrale des élections, car Vitrenko ne s'est pas acquittée des 2,5 millions de hryvnias (soit environ 200 000 euros) requis pour déposer sa candidature. Cette somme n'est par ailleurs remboursée qu'aux candidats présents au deuxième tour. Vitrenko réagira violemment à cette décision, en dénonçant son caractère anticonstitutionnel. 
Natalia Vitrenko a été députée au parlement ukrainien de 1995 à 1998, au sein du Parti socialiste d'Ukraine, puis de 1998 à 2002 sous l'étiquette du PSPU.
Son parti, accusé d'entretenir des relations avec la Russie, est dissout en mars 2022 dans le contexte de l'invasion de l'Ukraine par la Russie.